# Sergio Pinza
Sergio Pinza (1930 – Lonate Pozzolo, 27 ottobre 2006) è stato un pilota motociclistico italiano.

## Carriera
Fin da ragazzo si trovò a contatto con i motori nell'officina meccanica del padre, ex operaio della Caproni di Vizzola Ticino. Sergio Pinza debuttò nelle competizioni partecipando al campionato della 3ª categoria regionale nel 1946, a bordo di una Sertum 250 monocilindrica, elaborata dal padre.
Nel 1949 dispose finalmente di una Moto Guzzi Dondolino con la quale partecipò al campionato di 2ª categoria nazionale, ottenendo numerosi successi e conquistando titolo della classe 500 nel 1955, dopo essersi classificato 2º nella stagione precedente.
Nel 1954 riportò una brillante vittoria da privato nella Milano-Taranto e debuttò nella classe 125 della 1ª categoria nazionale, come pilota ufficiale della squadra MV Agusta, capeggiata da Carlo Ubbiali.

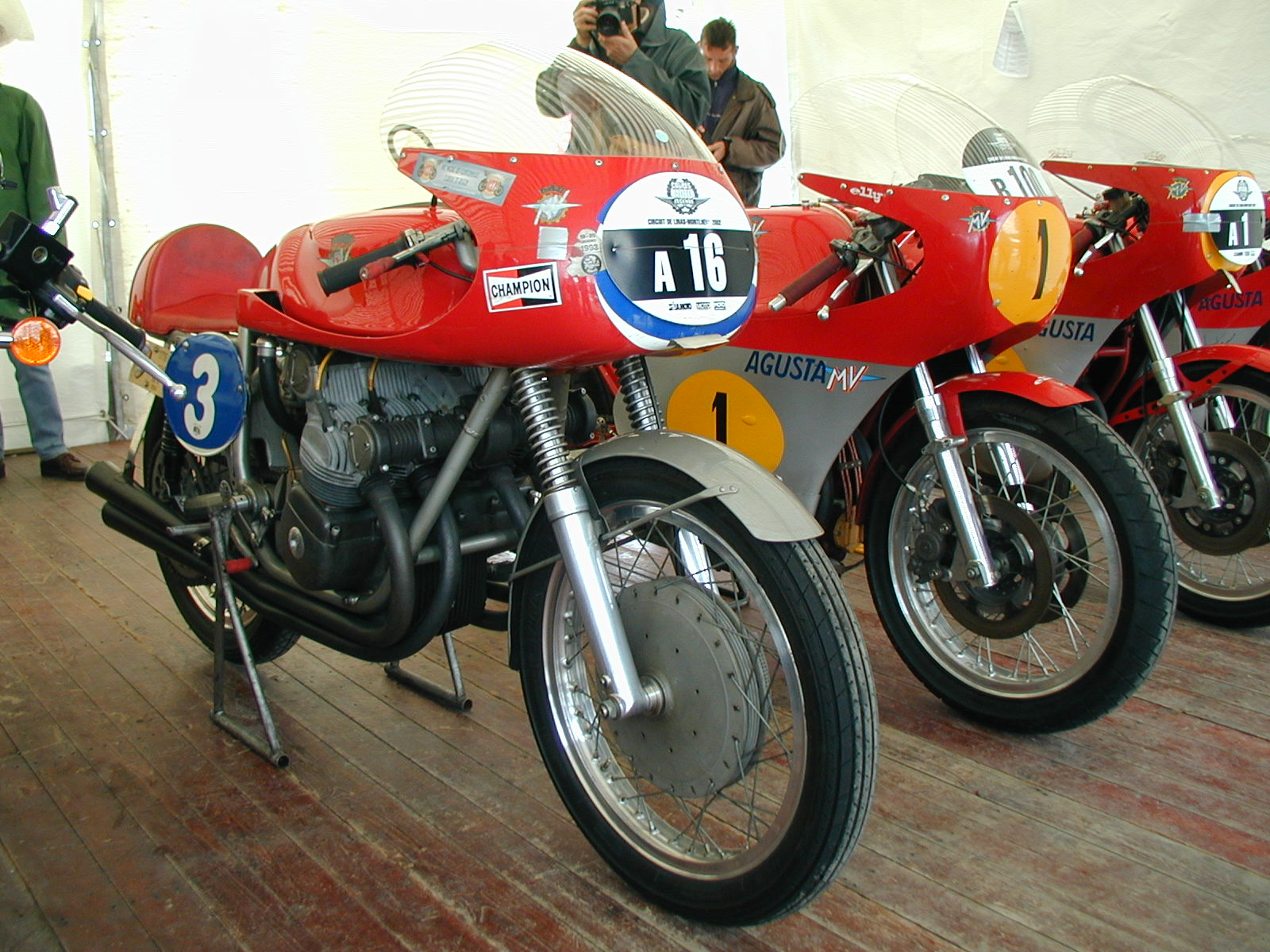
MV Agusta 500 4C da competizione, con telaio smontabile, del 1955

Durante le stagioni 1955 e 1956 gareggiò per la MV Agusta nella classe 175 e nella classe 500, in quest'ultima con il compito di sviluppare in gara la "500 4 cilindri".
Per il 1957 accettò l'offerta della Moto Guzzi per poi trovarsi senza ingaggio e senza mezzo meccanico, in seguito al patto di desistenza firmato dalle maggiori case italiane.
Pinza decise di abbandonare le competizioni motociclistiche per dedicarsi alla manutenzione meccanica in campo aeronautico, fondando con il fratello l'azienda “Società Aermeccanica”.